# Sytske van der Ster
Sytske van der Ster, née le 2 mars 1978 à Delft, est une actrice et chanteuse néerlandaise.

## Filmographie

### Cinéma et téléfilms
- 2002 : Pietje Bell : Madame Sproet
- 2003 : Stand-Up : Elise Verburgt
- 2003 : Peter Bell 2 : Mère de Freckle
- 2006 : Rozengeur & Wodka Lime (nl) : Isabel
- 2006 : Juliana, prinses van oranje (nl) : La Président VVSL
- 2006 : Boks (nl) : Vesna Pisarovic
- 2007-2010 : De co-assistent (nl) : Marjolein van der Bijl
- 2010 : Fuchsia, la petite sorcière : Moerasheks Gruwela
- 2010-2011 : VRijland (nl) : Agnes
- 2011 : Flikken Maastricht : Ineke Dubois
- 2011 : Prosopagnosia : Julia
- 2011-2013 : Levenslied (nl) : Lieke van Basten Batenburg
- 2012 : Cop vs. Killer : Julia
- 2013 : Het Meisje aan de Overkant : Isa
- 2014 : Une belle famille (nl) : Margreet
- 2014 : In jouw naam (nl) : La sœur de Petra
- 2014 : Before you hit the ground : Judith
- 2014-2016 : Heer & Meester (nl) : Suze Geleijnse
- 2015 : Het cadeau : Alice
- 2015 : Crossing Lines : Johana Nocek
- 2015 : UrWald : Hélène
- 2016 : Fataal (nl) : La cliente du magasin
- 2017 : Botanica : Anja
- 2017 : De Spa (nl) : Laura Hogedoorn
- 2018 : Zuidas (nl) : Elise
- 2018 : De Inspirator : Judith van Baren
- 2018 : The Blue Virgin (court-métrage) : Nathalie
- 2019 : Bloody Marie (en) : Lisa
- 2021 : BuZa : Joekenel Brinkhuizen
- 2023 : A Small Light : Laura Kugler

## Discographie

### Comédies musicales
- 2009-2010 :  Pipo : Mamaloe
- 2014-2015 : Minoes

## Crédits
- (nl) Cet article est partiellement ou en totalité issu de l’article de Wikipédia en néerlandais intitulé « Sytske van der Ster » (voir la liste des auteurs).